# 半蔵金村
半蔵金村（はんぞうがねむら）は、かつて新潟県古志郡にあった村。現在の長岡市栃尾地域大字半蔵金に相当する。

## 沿革
- 1889年（明治22年）4月1日 - 町村制施行に伴い古志郡半蔵金村が村制施行し、半蔵金村が発足。
- 1956年（昭和31年）9月30日 - 栃尾市に編入され消滅。